# Alexander Robertson (peintre)
Pour les articles homonymes, voir Alexander Robertson.
Alexander Robertson (1772-1841) est un artiste américano-écossais. Dans les années 1790, il fonde la Columbian Academy of Painting à New York avec son frère Archibald Robertson.

## Biographie

### Jeunesse

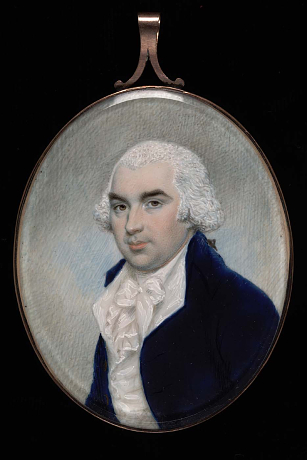
Dr. William Beekman, ca. 1795, aquarelle sur ivoire 2 7/8 x 2 3/8 po (7,3 x 5,9 cm), Smithsonian American Art Museum.

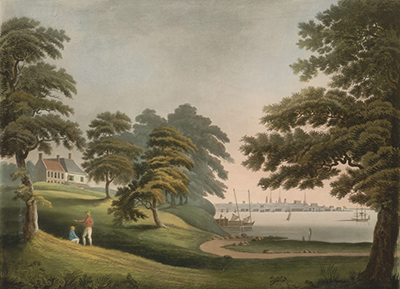
Vue éloignée de New York avec Hobuck Ferry House à gauche, gravure coloriée à la main, British Library.

Alexander Robertson naît à Monymusk, près d'Aberdeen, en Ecosse en 1772,,. Son père, William Robertson, est un dessinateur et architecte. Alexander est le deuxième de trois frères artistes avec Archibald et Andrew.

### Formation
Robertson, qui est un miniaturiste, étudie l'art en Ecosse puis à Londres à la Royal Academy of Art,. Il apprend aussi auprès de son frère Archibald.

### Carrière
Robertson peint des portraits miniatures et des paysages, influencé par William Sawrey Gilpin. Il grave aussi, dont des gravures topographiques, en collaboration avec son frère Archibald.
A l'automne 1792, Alexander part aux États-Unis pour enseigner l'art à l'invitation de plusieurs personnes fortunées, aux côtés d'Archibald, arrivé un an auparavant,,. Dans les années 1790, les frères fondent la Columbian Academy of Painting à New York, sur William Street,. C'est l'une des premières écoles d'art du pays. Ils comptent parmi leurs étudiants John Vanderlyn et Francis Alexander et, rare pour l’époque, une miniaturiste nommée Ann Hall. Alexander enseigne la peinture et le dessin. Les frères enseignent l'art à des étudiants amateurs et professionnels avec une grande variété de médiums et de sujets. Leurs méthodes sont basées sur celles enseignées dans les écoles d'art européennes et britanniques de l'époque.
Vers 1800, Alexander dessine une illustration de Mount Vernon en Virginie, où réside George Washington. Cette œuvre est gravée par Francis Jukes (en) de Londres peu de temps après,.

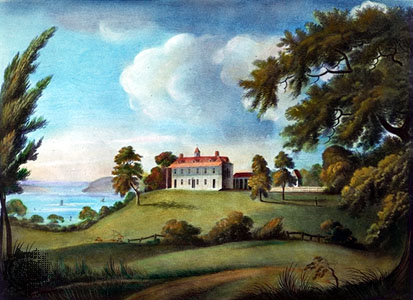
Mount Vernon, d'après Alexander Robertson, aquatinte de, vers 1800.

Robertson ouvre sa propre école d'art en 1802,. La Columbian Academy of Art est rebaptisée Académie de la peinture, qui continue à être gérée par Archibald,.
Robertson expose à l'American Academy of the Fine Arts (en) (AAFA) à New York et en devient le directeur en 1816,. Les deux frères Robertson sont actifs dans la gestion de l'AAFA. De 1817 à 1825, Alexander est secrétaire de l'école. Il en est le conservateur de 1820 à 1835,. En 1821, il devient membre honoraire de l'Académie des Beaux-Arts en Caroline du Sud.
Robertson voyage le long des rivières Mohawk et Hudson et capture le paysage et les villes dans un carnet de croquis à la plume et à l'encre. Selon Elizabeth Allen, « l'approche stylisée de Robertson révèle une idée préconçue de ce à quoi un paysage devrait ressembler, basée sur son exposition à la tradition topographique de la Grande-Bretagne. Il appartenait aux générations suivantes de paysagistes américains de se libérer des contraintes de cette tradition pour produire des dessins plus spontanés et plus fidèles à la nature. »

### Vie privée
Robertson épouse la nièce de Bishop Provost.

### Mort
Robertson meurt à New York en 1841,.

## Collections
Ses œuvres figurent dans les collections suivantes :
- Albany Institute of History & Art (en)[10].
- British Library[1].
- Brooklyn Museum[11].
- Metropolitan Museum of Art[12].
- Smithsonian Institution[3].